# Alia Knack

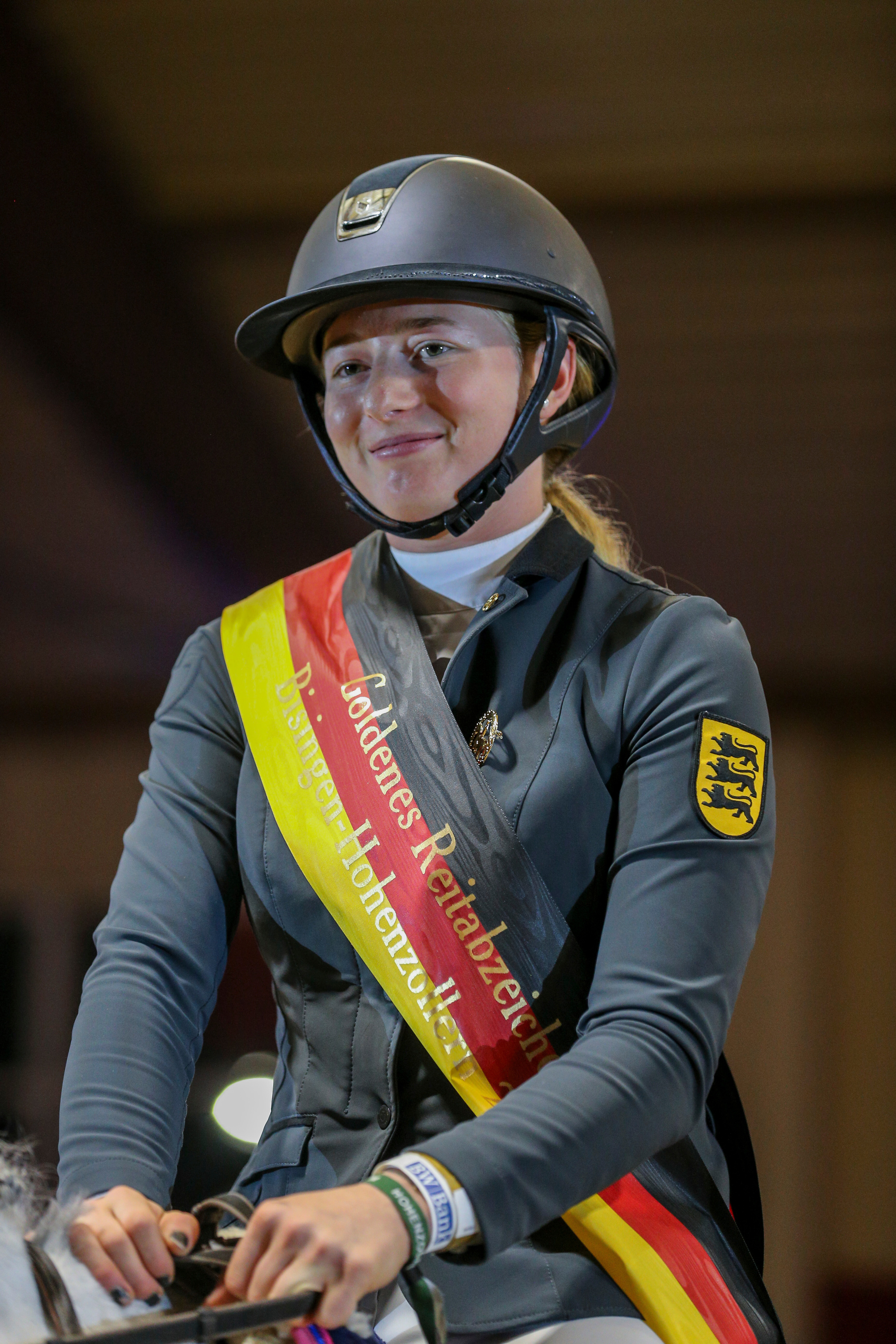
Alia Knack bei der Verleihung des Goldenen Reitabzeichens am RSZ Hohenzollern am 6. Oktober 2018.

Alia Knack (* 21. August 2003 in Singen) ist eine deutsche Springreiterin.

## Biographie
Knack wuchs in Steißlingen auf und hatte auf einem Reiterhof in Wiechs bereits mit drei Jahren regelmäßigen Kontakt zu Pferden. 2011 erhielt sie als Siebenjährige ihr erstes eigenes Pony, mit dem sie bereits wenige Monate später erste Erfolge und Turniersiege erreichte. Seit 2014 trainiert sie am RSZ Boll in Sauldorf-Boll. 2018, mit nur 15 Jahren, wurde Knack das Goldene Reitabzeichen verliehen. 2020 folgte die Aufnahme in den Bundesnachwuchskader der U18 Junioren.

## Erfolge (Auswahl)
2016
- 3. Platz bei der Deutschen Jugendmeisterschaft in Riesenbeck

2017
- 1. Platz im Großen Preis der Jugend-Challenge in Verden
- 2. Platz beim Preis der Besten in Warendorf
- 4. Platz bei der Europameisterschaft der Children in Šamorín

2018
- 1. Platz bei den Südbadischen Meisterschaften der Jungen Reiter (U21) in Ichenheim

2019
- 1. Platz im Großen Preis der Jugend-Challenge in Verden
- 4. Platz beim European Youngster Cup in Salzburg

2020
- 1. Platz Großer Preis von Lamprechtshausen
- 2. Platz bei der Deutschen Jugendmeisterschaft in Riesenbeck

2022
- 1. Platz beim European Youngster Cup über 1,45 m in Stadl-Paura
- 1. Platz beim Großen Preis von Isny 1,45 m
- 1. Platz beim CHIO Aachen 1,4 m

2023
- 1. Platz beim CSI 2* 1,45 m in Stadl-Paura
- 1. Platz bei den Deutschen Jugendmeisterschaften (DJM) in München

Quelle:

## Privates
Knack lebt in Boll.